# Парада-де-Тібайнш
Парада-де-Тібайнш (порт. Parada de Tibães; МФА: [pɐ.ɾɐ.dɐ dɨ ti.ˈbɐ̃jʃ]) — парафія в Португалії, у муніципалітеті Брага. Розташована в північно-західній частині країни, на теренах історичної португальської провінції Дору-Міню. Входить до складу округу Брага. За адміністративним поділом, чинним до 1976 року, терени парафії були складовою провінції Міню. Належить до Бразької архідіоцезії Католицької церкви. Патрон — святий Пелагій. Площа — 1,8813 км². Населення — 1249 ос. (2011). Сильно урбанізований регіон. Густота населення — 663,9 осіб/км²
. Код — 030333.

## Населення
| Кількість мешканців | Кількість мешканців | Кількість мешканців | Кількість мешканців | Кількість мешканців | Кількість мешканців | Кількість мешканців | Кількість мешканців | Кількість мешканців | Кількість мешканців | Кількість мешканців | Кількість мешканців | Кількість мешканців | Кількість мешканців | Кількість мешканців |
| ------------------- | ------------------- | ------------------- | ------------------- | ------------------- | ------------------- | ------------------- | ------------------- | ------------------- | ------------------- | ------------------- | ------------------- | ------------------- | ------------------- | ------------------- |
| 1864                | 1878                | 1890                | 1900                | 1911                | 1920                | 1930                | 1940                | 1950                | 1960                | 1970                | 1981                | 1991                | 2001                | 2011                |
| 285                 | 318                 | 349                 | 353                 | 394                 | 359                 | 420                 | 481                 | 476                 | 523                 | 577                 | 738                 | 743                 | 798                 | 1 249               |